# 児童伝記シリーズ
『児童伝記シリーズ』（じどうでんきシリーズ）は、かつて偕成社より刊行されていた児童向け伝記シリーズ。全50巻。このシリーズの前には、『児童伝記全集』（50巻、1950年代 - 1960年代）が刊行されていた。

## 一覧
1. リンカーン 黒人の自由のために戦った人
2. 野口英世 日本が世界にほこる医学者
3. エジソン 努力の人・世界一の発明王
4. キュリー夫人 ラジウムを発見した愛の科学者
5. 福沢諭吉 学問と自由平等をすすめた人
6. ヘレン・ケラー 三重苦をのりこえた愛の人
7. 豊臣秀吉 戦国の日本を一つにまとめた人
8. ナイチンゲール かんごふの母といわれる愛の天使
9. ライト兄弟 飛行機を発明したふたりの兄弟
10. 二宮金次郎 農村をよくしようと努力した人
11. キリスト 人びとをすくい愛にささげた一生
12. 良寛さま 子どもが大すきな、やさしい坊さん
13. ベートーベン 多くの名曲をつくった大音楽家
14. 湯川秀樹 ノーベル賞にかがやく科学者
15. シュバイツアー アフリカ黒人のためにささげた一生
16. 一休ぜんじ とんちのうまい、えらい坊さん
17. ディズニー まんがえいがの王さま
18. 徳川家康 ばくふをひらき日本をまとめた人
19. コロンブス アメリカ大陸を発見した人
20. おしゃかさま 仏教のおしえをはじめた人
21. ファーブル こん虫記をかいた「虫のおじさん」
22. 宮沢賢治 童話の名作をかいた農村の指導者
23. アンデルセン 世界中で愛されている童話の王さま
24. 織田信長 戦国時代の勇気にあふれた武将
25. ノーベル ノーベル賞をのこした発明家
26. 小林一茶 自然を愛した俳句の名人
27. ワシントン アメリカ独立の父
28. 夏目漱石 多くの名作をかいたすぐれた文学者
29. シューベルト 名曲「アベ・マリア」の作曲家
30. 西郷隆盛 新しい明治のもとをひらいた人
31. ニュートン 地球の引力を発見した科学者
32. 豊田佐吉 新しいおりもの機械を発明した人
33. ベーブ・ルース 偉大なホームラン王
34. 源義経 いくさじょうずの源氏の若大将
35. ナポレオン びんぼう貴族から皇帝になった英雄
36. 紫式部 世界にほこる「源氏物語」の作者
37. ガリレオ 多くの発明発見をした近代科学の父
38. 石川啄木 わかりやすく人の心をうたった詩人
39. フランクリン アメリカの独立につくした政治家
40. 北里柴三郎 伝染病の研究につくした医学者
41. ワット 蒸気エンジンの発明で世界をかえた人
42. 北条時宗 蒙古の大軍と戦って日本をまもった人
43. ミレー 数おおくの名画をのこした偉大な画家
44. 勝海舟 新しい日本のためにつくした幕末の偉人
45. アムンゼン 南極と北極をせいふくした世界の探検王
46. 宮本武蔵 人間修業に一生をかけた剣の達人
47. ケネディ "勇気の人"とたたえられた大統領
48. 高峰譲吉 医学の世界に新しい時代をひらいた学者
49. リビングストン アフリカ大陸の父といわれる探検家
50. 牧野富太郎 世界にほこる偉大な植物学者